# 1348 pr. n. št.

## Rojstva
- Anhesenamon, glavna žena faraonov Ehnatona, Tutankamona in Aja († 1322 pr. n. št.)